# Tapaphaipun Chaisri
Tapaphaipun Chaisri (ur. 29 listopada 1989 w Bangkoku) – tajska siatkarka grająca na pozycji libero. Obecnie występuje w drużynie SCG Khonkaen.